# Fleetwood Mac (album de 1975)
Pour l'album sorti en 1968, voir Fleetwood Mac (album de 1968).
Pour les articles homonymes, voir Fleetwood.
Albums de Fleetwood Mac
Heroes Are Hard To Find
(1974) Rumours
(1977)
Singles
1. Warm Ways
Sortie : octobre 1975
2. Over My Head
Sortie : novembre 1975
3. Rhiannon
Sortie : février 1976
4. Say You Love Me
Sortie : juin 1976

Fleetwood Mac est le dixième album studio du groupe anglo-américain Fleetwood Mac. C'est leur second album éponyme, après leur premier opus sorti en 1968 avec la formation originale. Il est paru le 11 juillet 1975 sur le label Warner Bros. Records et a été produit par Keith Olsen et le groupe.

## Historique
L'album marque l'arrivée du guitariste Lindsey Buckingham et de la chanteuse Stevie Nicks, tous deux américains. Fleetwood Mac s'était relocalisé en Californie en 1974 et après le départ de leur guitariste et chanteur, Bob Welch, était à la recherche d'un remplaçant. C'est le producteur Keith Olsen, à qui Mick Fleetwood venait faire écouter quelques démos, qui fit découvrir l'album éponyme d'un jeune duo, Lindsey Buckingham/Stevie Nicks. Mick fut emballé par le solo de guitare sur le titre Frozen Love et proposa au jeune guitariste de rejoindre son groupe. Buckingham dut expliquer à Mick qu'il acceptait à condition que sa compagne Stevie le suive. Mick accepta tout en laissant un droit de veto à Christine McVie au cas où elle n'aimerait pas Stevie. La rencontre se fit dans un restaurant mexicain de Los Angeles et Christine apprécia immédiatement Stevie et la dixième version du groupe était née. 
Cet album a été enregistré en janvier et février 1975 aux studios Sound City de Van Nuys en Californie. Plus rock que blues, cet album lança vraiment la carrière de Fleetwood Mac aux États-Unis grâce notamment aux singles Rhiannon, Say You Love Me et Over My Head. La chanson Crystal, de l'album Buckingham/Nicks fut retravaillée et inclus sur l'album. Les deux nouveaux arrivant composèrent avec Christine McVie la totalité de l'album à l'exception de la chanson Blue Letter écrite par  Richard et Michael Curtis, deux amis de Stevie et Lindsay.
Il atteint la première place du Billboard 200 le 4 septembre 1976 et est classé 183e sur la liste des 500 meilleurs albums de tous les temps publié en 2003 par le magazine Rolling Stone.
En 2016, il a reçu le Grammy Hall of Fame Award.

## Liste des titres
Face 1
| No | Titre          | Auteur                      | Chant     | Durée |
| -- | -------------- | --------------------------- | --------- | ----- |
| 1. | Monday Morning | Lindsey Buckingham          | Lindsey   | 2:48  |
| 2. | Warm Ways      | Christine McVie             | Christine | 3:54  |
| 3. | Blue Letter    | Richard Curtis, Mike Curtis | Lindsey   | 2:41  |
| 4. | Rhiannon       | Stevie Nicks                | Stevie    | 4:11  |
| 5. | Over My Head   | C. McVie                    | Christine | 3:38  |
| 6. | Crystal        | Nicks                       | Lindsey   | 5:14  |

Face 2
| No  | Titre           | Auteur               | Chant               | Durée |
| --- | --------------- | -------------------- | ------------------- | ----- |
| 7.  | Say You Love Me | C. McVie             | Christine           | 4:11  |
| 8.  | Landslide       | Nicks                | Stevie              | 3:19  |
| 9.  | World Turning   | Buckingham, C. McVie | Lindsey & Christine | 4:25  |
| 10. | Sugar Daddy     | C. McVie             | Christine           | 4:10  |
| 11. | I'm So Afraid   | Buckinghamm          | Lindsey             | 4:22  |

En 2004, Warner Bros Records ressorti l'album en version remastérisé avec les titres bonus suivant
| No  | Titre                            | Auteur                                            | Durée |
| --- | -------------------------------- | ------------------------------------------------- | ----- |
| 12. | Jam # 2                          | Buckingham, C. McVie / John McVie, Mick Fleetwood | 5:41  |
| 13. | Say You Love Me (version single) | C. McVie                                          | 4:03  |
| 14. | Rhiannon (version single)        | Nicks                                             | 3:48  |
| 15. | Over My Head (version single)    | C. McVie                                          | 3:09  |
| 16. | Blue letter (version single))    | M. Curtis, R. curtis                              | 2:42  |

## Musiciens
Fleetwood Mac
- Stevie Nicks : chant
- Lindsey Buckingham : guitares acoustique et électrique, dobro, banjo, chant
- John McVie : basse
- Christine McVie : claviers, synthétiseurs, chant
- Mick Fleetwood : batterie, percussion

Musicien additionnel
- Waddy Wachtel : guitare rythmique sur Sugar Daddy.

## Classements & certifications
| Année     | Pays         | Durée du classement | Meilleur classement |
| --------- | ------------ | ------------------- | ------------------- |
| 1975/1976 | Canada       | 61 semaines         | 3e                  |
| 1975/1976 | États-Unis   | 168 semaines        | 1er                 |
| 1975/1976 | Royaume-Uni  | 20 semaines         | 23e                 |
| 2018      | Allemagne    | 1 semaine           | 47e                 |
| 2018      | Belgique (W) | 2 semaines          | 157e                |
| 2018      | Belgique (V) | 3 semaines          | 94e                 |
| 2018      | Pays-Bas     | 1 semaine           | 86e                 |

| Pays        | Certification | Ventes    | Date       |
| ----------- | ------------- | --------- | ---------- |
| Australie   | 4 × Platine   | 280 000 + | 1996       |
| Canada      | Platine       | 100 000 + | 01/12/1976 |
| États-Unis  | 9 × Platine   | 9 000 000 | 10/07/2025 |
| Royaume-Uni | Or            | 100 000 + | 05/07/1978 |

### Classement des singles
| Date | Single          | Chart              | Durée du classement | Position |
| ---- | --------------- | ------------------ | ------------------- | -------- |
| 1975 | Over My Head    | Hot 100            | 14 semaines         | 20e      |
| 1975 | Over My Head    | Adult Contemporary | 7 semaines          | 32e      |
| 1975 | Over My Head    | RPM Top Singles    | 13 semaines         | 9e       |
| 1976 | Rhiannon        | Hot 100            | 18 semaines         | 11e      |
| 1976 | Rhiannon        | Adult Contemporary | 8 semaines          | 33e      |
| 1976 | Rhiannon        | (W) Ultratop       | 3 semaines          | 43e      |
| 1976 | Rhiannon        | (V) Ultratop       | 2 semaines          | 21e      |
| 1976 | Rhiannon        | RPM Top Singles    | 16 semaines         | 4e       |
| 1976 | Rhiannon        | Mega Top 50        | 6 semaines          | 16e      |
| 1978 | Rhiannon        | UK Singles Chart   | 3 semaines          | 46e      |
| 1976 | Say You Love Me | Hot 100            | 19 semaines         | 11e      |
| 1976 | Say You Love Me | Adult Contemporary | 12 semaines         | 12e      |
| 1976 | Say You Love Me | RPM Top Singles    | 12 semaines         | 29e      |
| 1976 | Say You Love Me | UK Singles Chart   | 4 semaines          | 40e      |